# Yıldız Entegre Kocaeli Stadyumu
Das Kocaeli Stadyumu ist ein Fußballstadion in der türkischen Stadt İzmit, Provinz Kocaeli, im Nordwesten des Landes. Es ist die Heimspielstätte des Fußballvereins Kocaelispor, der 2023 in die zweitklassige TFF 1. Lig aufgestiegen ist. Es ersetzte das 2018 abgerissene İsmetpaşa Stadyumu von 1978. Heute liegt dort die Parkanlage Derince Millet Bahçesi. Nach Angaben des türkischen Fußballverbandes Türkiye Futbol Federasyonu (TFF) bietet es 33.000 Sitzplätze.

## Geschichte
Das Kocaeli Stadyumu ist eines von 25 Stadien in 23 Städten, die durch ein landesweites, staatliches Bauprogramm geplant wurden. Wie bei den anderen Bauprojekten wurden die meist in der Stadt liegenden Stadien, häufig mit Leichtathletikanlage, durch reine Fußballstadien, außerhalb des Stadtzentrums, ersetzt. Das Bauprojekt entstand unter Führung der türkischen Wohnungsbaubehörde Toplu Konut İdaresi Başkanlığı (TOKİ). Der Entwurf stammt vom Architekturbüro Alper Aksoy Mimarlık. Als Baugrund wurde ein Gelände mit Hanglage, sieben Kilometer vom Stadtzentrum entfernt, ausgewählt, das zuvor als Leichtathletikstadion genutzt wurde. Vorher lag dort ein Steinbruch. Der erste Entwurf von Alper Aksoy Mimarlık stammt von 2013. Im Sommer des Jahres begann man mit dem Aushub der Baugrube. Der Investor beschloss, die Hanglage des Stadions zu nutzen und eine Tiefgarage mit einer Ebene um den Umfang und zwei Ebenen im Süden anzubauen. Der eigentliche Stadionbau wurde im Sommer 2014 begonnen und Übergabe wurde für Ende 2016 geplant. Obwohl baulich fast fertiggestellt, wurde das Kocaeli Stadyumu erst Mitte 2018 eingeweiht.
Bei der Architektur ließ sich Alper Aksoy Mimarlık von einer in der Türkei beliebten Süßigkeit, Pişmaniye (eine kugelförmige Zuckerwatterolle), inspirieren. Um den Club Kocaelispor mit einzubeziehen, trägt die weiße Fassade waagerechte, schwarze und dunkelgrüne Streifen. Ursprünglich waren diagonale Streifen geplant. Nach einer Überarbeitung der Pläne entschied man sich um. Ein Teil der grünen Streifen ist verglast, wodurch Sonnenlicht in die ansonsten geschlossene Hülle einfallen kann. Die Ränge sind umlaufend doppelstöckig und überdacht. Der Unterrang ist 7,5 m vom Spielfeld entfernt und besitzt unten einen Winkel von 22° und  steigert sich weiter oben bis auf 30°. Die Ränge erreichen eine Höhe von 22,5 m. Sie sind mit dunkelgrünen Kunststoffklappsitzen bestückt. Mit schwarzen und weißen Sitzen wird auf dem Unterrang der Gegentribüne das Wort KOCAELI dargestellt. An den Hintertorseiten hängen an der Dachkante Videozeigetafeln. Das Kocaeli Stadyumu ist 238 m lang und 200 m breit. Die Gesamtfläche des Stadions beträgt 43.000 m². Die Fläche des Spielfeldrasens beträgt, inklusive der Ränder, 11.000 m². Die Fußballarena mit einem elliptischen Grundriss ist mit über 500 Medienplätzen, über 6000 Business-Sitze sowie 48 Logen auf der West- und der Osttribüne ausgestattet. Die Sportstätte verfügt über maximal sieben Etagen, davon sind zwei die südliche Tiefgarage. Unter dem Stadion finden 646 Automobile Platz. Außerhalb kommen 570 Plätze hinzu. Um das Kocaeli Stadyumu wurden 512 Bäume gepflanzt. Es entspricht den Anforderungen der FIFA wie UEFA.
Am 1. September 2018, fast genau vier Jahre nach Baubeginn, wurde das erste Spiel im 160 Mio. türkische Lira teuren Stadion ausgetragen. In einem Ligaspiel trafen Kocaelispor und Fatsa Belediyespor aufeinander. Die Heimmannschaft konnte vor 20.000 Zuschauern einen 2:0-Sieg verbuchen.
Im August 2023 schloss Kocaelispor mit der Yıldızlar Yatırım Holding einen Sponsoringvertrag ab. Dazu gehören der Stadion- und Tribünennamen sowie die Trikotwerbung. Das Stadion trägt den Namen Yıldız Entegre Kocaeli Stadyumu. Der Sponsor zahlt dafür 80 Mio. türkische Lira.

## Länderspiele
Die türkische Fußballnationalmannschaft der Frauen und die U-21-Männer-Fußballnationalmannschaft trugen 2019 Partien im Stadion von İzmit aus.
Frauen
- 08. Okt. 2019, Gruppe A:  Türkei –  Slowenien 1:6 (Qualifikation zur Fußball-Europameisterschaft der Frauen 2022)[7]

U-21-Männer
- 06. Sep. 2019, Gruppe 3:  Türkei –  England 2:3 (Qualifikation zur U-21-Fußball-Europameisterschaft 2021)[8]

## Galerie

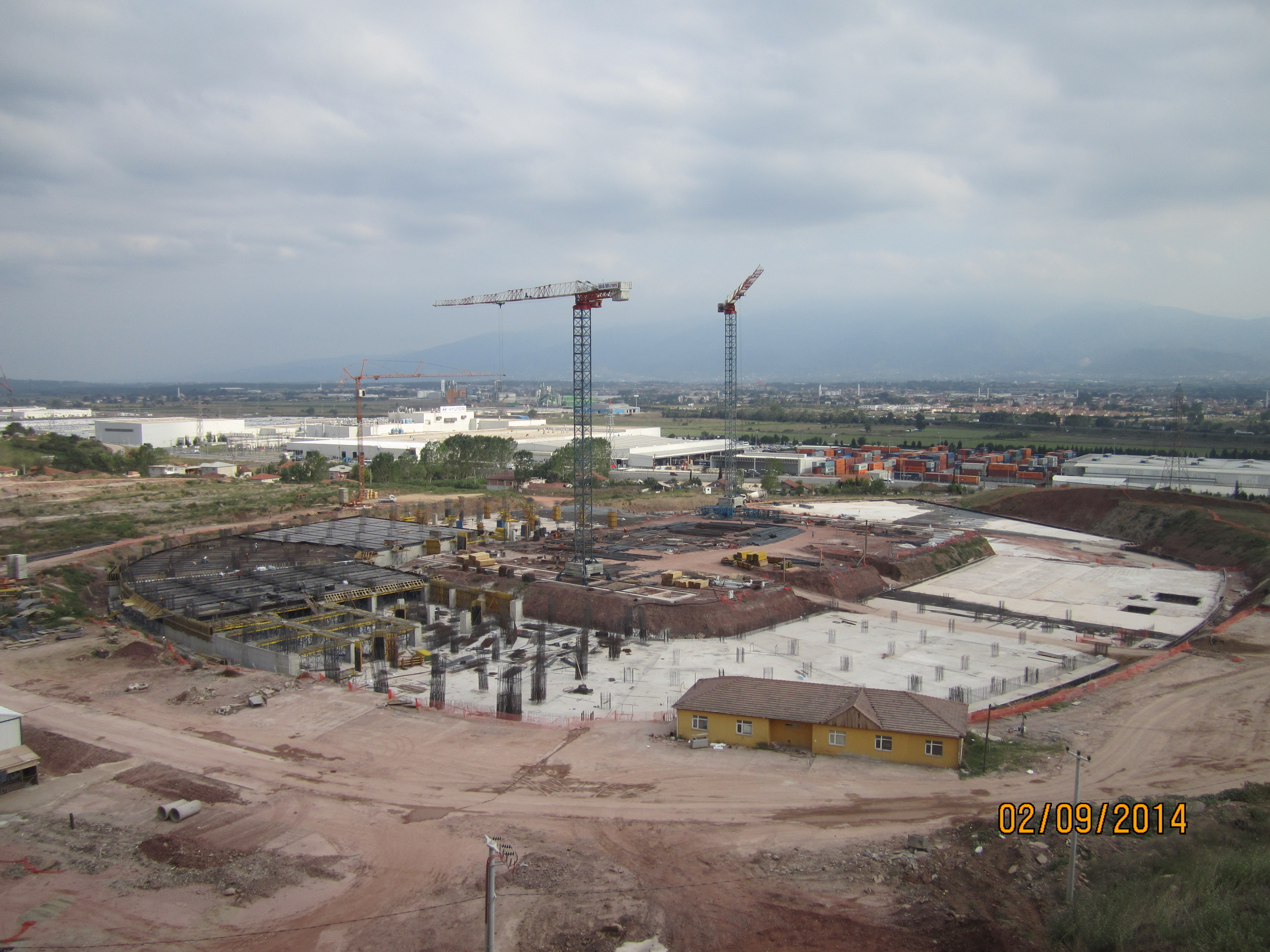
Die Baustelle im September 2014
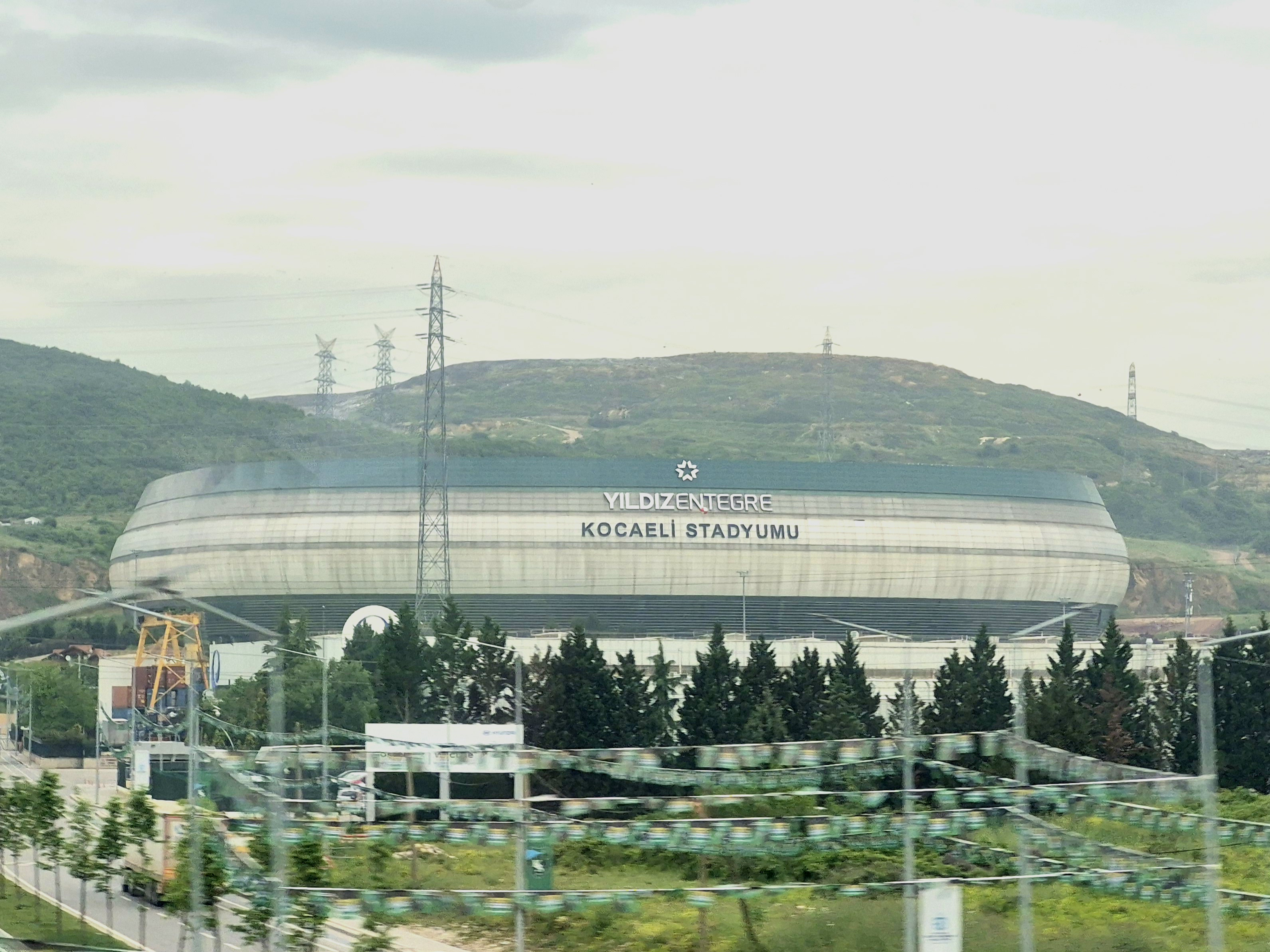
Außenansicht des Yıldız Entegre Kocaeli-Stadions im 2025